# Split akcji
Split – obniżenie wartości nominalnej akcji przy jednoczesnym utrzymaniu dotychczasowego kapitału akcyjnego spółki. Split bywa określany podziałem akcji.
Spółki przeprowadzają split w celu zwiększenia dostępności inwestorów do własnych akcji, a co za tym idzie do zwiększenia płynności własnych akcji.
W wyniku jego przeprowadzenia zmienia się wyłącznie ilość akcji spółki, a wartość rzeczywista spółki jako całości pozostaje taka sama (nie uwzględniając wydatków na organizowanie i przeprowadzenie splitu). Mechanizm splitu polega na tym, że spółka dzieli istniejące akcje, bądź emituje dodatkowe (na każdą posiadaną), zachowując dotychczasowe proporcje udziałów poszczególnych akcjonariuszy.
Pierwszy split akcji notowanych na Giełdzie Papierów Wartościowych w Warszawie przeprowadził Mostostal-Export w 1993 r.